# Beatrix Kernic

Beatrix Kernic

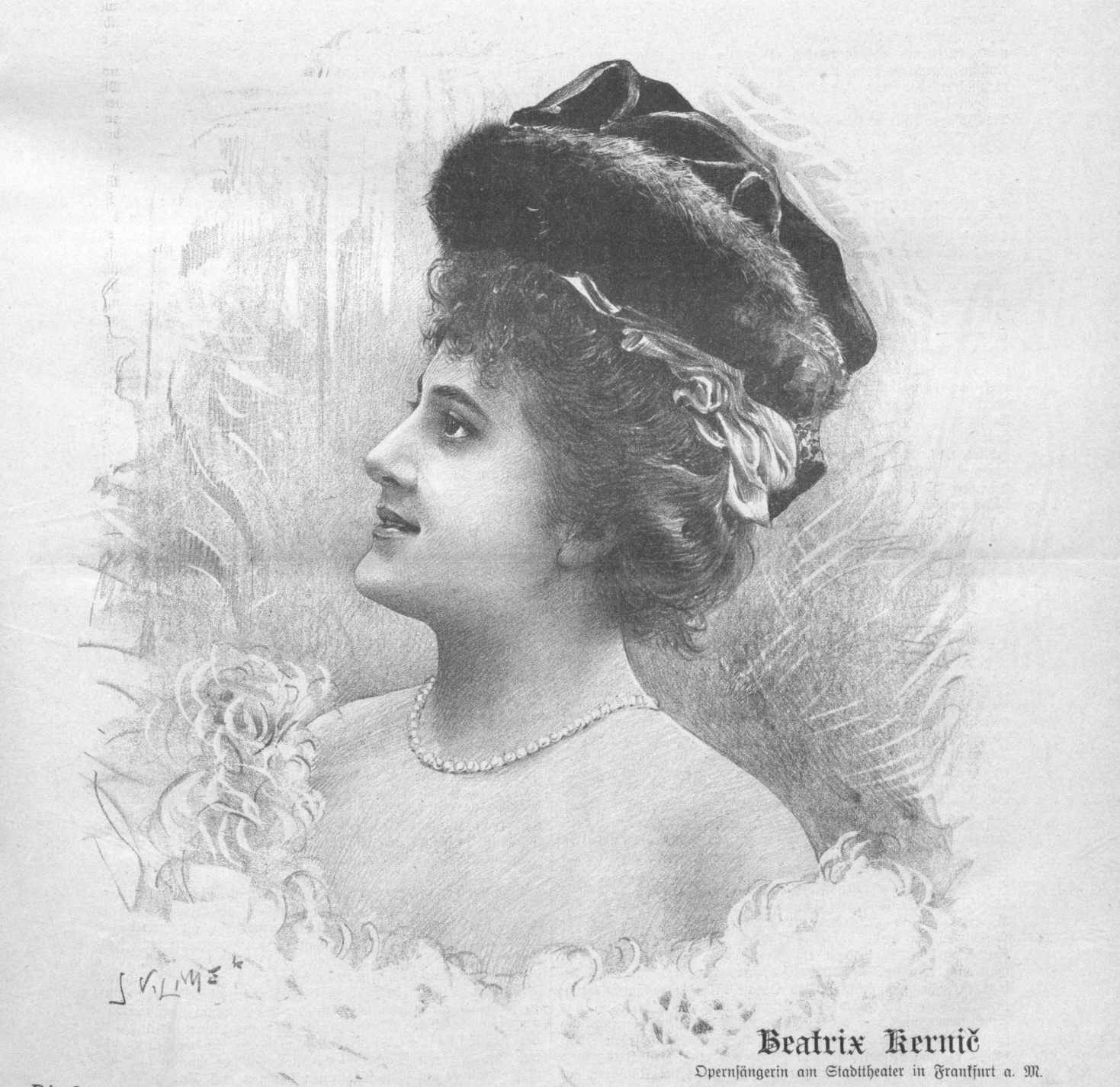
Beatrix Kernic im Jahre 1904

Beatrix Kernic, auch Beatrice Kernic, eigentlich Blazvenca Kernic verehelichte Beatrix Göhring (2. September 1870 in Glina, Österreich-Ungarn – 18. März 1947 in Langenhagen, Deutschland) war eine österreichische Opernsängerin (Mezzosopran) und Opernregisseurin.

## Leben
Kernic Beatrix war die Tochter eines Stadtnotars, der als Offizier Adjutant des Erzherzogs Josef war. Schon als Kind wurde sie von ihrem Großvater, Kapellmeister J. Wendel, zur Bühnenkarriere bestimmt. Er erteilte ihr, als sie vier Jahre alt war, bereits Klavierunterricht und frühzeitig begann Kernic auch mit dem Gesangsstudium. Nachdem sie ihre erste diesbezügliche Unterweisung in Agram genossen hatte, kam sie 1889 ans Wiener Konservatorium, wo sie namentlich von Professor Johann Reß ausgebildet wurde. Die Bühne betrat sie im September 1892 in Breslau als „Siebel“ in Faust und wurde noch im selben Jahre am Stadttheater in Leipzig engagiert (Antrittsrolle „Ännchen“ im Freischütz). Dort wirkte die Künstlerin bis 1897, in welchem Jahre sie in den Verband des Münchner Hoftheaters trat (Antrittsrolle „Rose Friquet“). Im Jahre 1899 wurde sie mit der Zuteilung der Partie der „Eva“ bei den Bayreuther Festspielen betraut, nach einem hingebenden Studium dieser Rolle mit Frau Cosima Wagner. Sie errang mit dieser Leistung einen sehr beachtenswerten Erfolg und wurde als das beste „Evchen“ bezeichnet, das damals in Deutschland zu finden sein mochte. Man rühmte ihre hervorragende stimmliche Veranlagung und anerkannte in Worten größten Lobes ihr frisches, lebendiges und den gegebenen Situationen sich stets anpassendes Spiel. Sie entfaltet überhaupt, mächtig unterstützt von ihrer leuchtenden, voluminösen Stimme, in der Wiedergabe ihrer Partien eine tiefgehende, ins Große gehaltene Empfindung, echt in jedem Zug, jede leiseste Schattierung vom richtigen musikalischen Instinkte eingegeben. Von ihren Leistungen, seien besonders erwähnt: „Gretl“ „Nedda“ „Mignon“ „Marie“ (Zar und Zimmermann, Waffenschmied), „Zerline“ (Don Juan und Fra Diavolo).
Von 1899 bis 1904 wirkte sie an der Hofoper von München (Antrittsrolle: „Rose Friquet“). Von 1904 bis 1911, auf dem Höhepunkt ihrer Karriere, sang sie dann am Opernhaus Frankfurt am Main.
Ihr Engagement beruhte auf ihrer Mitwirkung in der Erstaufführung von Tschaikowskys Eugen Onegin 1902, wo sie die Partie der „Tatjana“ sang sowie ihr Auftritt am 12. Januar 1902 bei der Uraufführung von Humperdincks Märchenoper Dornröschen.
Gastspiele an den Hofopern von Berlin und Dresden, am Hoftheater von Weimar und an anderen Bühnen folgten. Von 1911 bis 1923 wirkte sie am Hoftheater (seit 1918 Landestheater) von Hannover, dort heiratete sie einen Anwalt namens Göhring.
Von 1923 bis 1924 war sie dann als Opernregisseurin in Zagreb tätig.
Bekannte Tonaufnahmen von ihr auf Grammophon-Platten sind Zerline aus Fra Diavolo (43 460), Marie aus Dem Waffenschmied (43 461), Adele aus Der Fledermaus (43 463) und Solveigs Lied (43 462).
Ihre Schwester Anka Kernic (17. Juli 1886 – 10. September 1949) war eine Opernsoubrette und Schauspielerin.